# 亚当·斯梅尔琴斯基
亚当·斯梅尔琴斯基（波蘭語：Adam Smelczyński，1930年9月14日—2021年6月14日），波兰男子射击运动员。他曾代表波兰参加1956年、1960年、1964年、1968年、1972年和1976年夏季奥林匹克运动会射击比赛，获得一枚银牌。